# Leslie Cliff
Leslie Cliff (Vancouver, 11 marzo 1955) è un'ex nuotatrice canadese.
Specializzata nei misti ha vinto la medaglia d'argento nei 400 m misti ai Giochi olimpici di Monaco 1972.

## Palmarès
- Olimpiadi

Monaco 1972: argento nei 400 m misti.
- Giochi panamericani

1971 - Cali: oro nei 200 m e 400 m misti, argento nei 100 m farfalla.